# Zamri Saleh
Mohamed Zamri Saleh (10 december 1983) is een Maleisisch voormalig wielrenner die achtereenvolgens voor MNCF Cycling Team (2009) en Terengganu Cycling Team (2012-2022) uitkwam. Eind 2022 stopte Zamri Saleh met wielrennen. Hierna werd hij ploegleider bij Terengganu (2023).

## Overwinningen
2012
7e etappe Ronde van Singkarak
 Maleisisch kampioen op de weg, Elite
4e etappe Ronde van Oost-Java
5e etappe Ronde van Brunei
2013
Puntenklassement Ronde van Singkarak
Bergklassement Jelajah Malaysia
2014
2e en 3e etappe Jelajah Malaysia
2016
 Maleisisch kampioen op de weg, Elite
2017
5e etappe Ronde van Selangor

## Ploegen
2009 – 2010  MNCF Cycling Team
2012 – 2022  Terengganu Cycling Team
Ahmad Zamri · Batmunkh · Eyob · Goh · Lakasek · Marzuki · Mat Amin · Morey · Othman · Ovetsjkin · Romli · Rosdi · H. Saleh · Z. Saleh · Zulkurnain